# Classe Vision
La classe Vision est une classe de six navires de croisière réalisée pour l'opérateur américain de croisière Royal Caribbean Cruise Line.
et construite par deux chantiers différents : 
- le chantier finlandais Masa Yards Kvaerner du groupe STX Europe à Helsinki.
- le chantier français de Saint-Nazaire Chantiers de l'Atlantique du même groupe.

Elle comprend plusieurs sous-classes en fonction des modifications réalisées des constructions.

## Les unités de la classe Vision
Cette classe Vision ne constitue pas une réelle classe homogène. En fait, cette classe a pris le nom du dernier navire construit, et autrefois le plus grand navire de sa catégorie.

Elle se compose de deux paires de navires-jumeaux et une autre paire de navires-jumeaux qui a ensuite été divisé en deux navires différents par un allongement de l'un des navires. Ils ne sont donc pas identiques les uns aux autres.

### Sous-classe Legend & Splendour
Construit par les Chantiers de l'Atlantique, environ 69000 tonneaux de jauge brute.
- Legend of the Seas - mis en service en 1994.
- Splendour of the Seas - mis en service en 1996.

### Sous-classe Grandeur
Construit par Masa Yards Kvarner, environ 73000 tonneaux.
- Grandeur of the Seas - mis en service en 1996.

### Sous-classe Enchantment
Construit par Masa Yards Kvarner, environ 80 000 tonneaux. Il devait être le sister-ship du Grandeur of the Seas, mais modifié en jauge brute.
- Enchantment of the Seas - mis en service en 1997.

### Sous-classe Rhapsody & Vision
Construit  par les Chantiers de l'Atlantique, environ 78 000 tonneaux.
- Rhapsody of the Seas - mis en service en 1997.
- Vision of the Seas - mis en service en 1998.